# Køge
Køge es una ciudad de Dinamarca situada en la región de Selandia. Tiene una población estimada, a inicios de 2024, de 38 647 habitantes.
Está ubicada en la costa oriental de la isla de Selandia, en la bahía de Køge, y representa el punto más meridional de la zona urbana de Copenhague.
Køge traza sus orígenes por lo menos al siglo XIII, época en que recibió el privilegio de ciudad comercial, beneficiada de su estratégica ubicación en un buen puerto natural. La ciudad conserva varios edificios antiguos en su centro histórico. Paralelamente, Køge es una ciudad moderna, con una importante producción industrial y unida por modernas y rápidas autopistas con el centro de Copenhague y ciudades vecinas. El crecimiento de Køge durante la industrialización derivó en que la ciudad absorbiera los poblados cercanos y pasara a formar parte de los suburbios de la capital danesa.

## Historia
Køge era una ciudad desde el siglo XII, establecida en los márgenes del río del mismo nombre, a 1 km de la costa. Un nuevo asentamiento, que sería conocido temporalmente como Ny Køge (Nueva Køge), se formó posteriormente en la desembocadura del río. Ny Køge fue designada ciudad comercial (købstad) en 1288 por el rey Erico VI de Dinamarca. Con los privilegios, el rey exentó a Køge temporalmente del pago de impuestos; la ciudad fue fortificada con murallas y fosos y fue, durante el resto de la Edad Media, una importante ciudad comercial. A mediados del siglo XV la ciudad tuvo su primera casa consistorial. En 1484, por iniciativa del rey Juan, se construyó un monasterio franciscano, que sería transformado en hospital en 1532 con la llegada de la reforma protestante.
Durante la Guerra del Conde, el conde Cristóbal de Oldemburgo, después de desembarcar en Selandia, en 1534 eligió a Køge como su cuartel general mientras planeaba el ataque sobre Copenhague. Los pobladores se unieron al conde y saquearon varias propiedades cercanas a la ciudad que pertenecían a la nobleza. En 1535 el general Johan Rantzau llegó a las afueras de Køge. Los habitantes decidieron cambiar de bando y le abrieron sus puertas. Cristián III se estableció de esta manera en Køge mientras esperaba la rendición de la capital.
El período entre 1560 y 1650 representó un siglo de florecimiento para Køge, debido al auge en la exportación de cereales y en la pesca del arenque en el Øresund. También se desarrolló una importante producción de cerveza artesanal, y varias ferias anuales se mudaron a Køge desde otras ciudades selandesas.
A principios del siglo XVII se inició en Køge un proceso de cacería de brujas que terminó con la muerte de varias mujeres acusadas de practicar la hechicería.
En el transcurso de Primera Guerra Danesa de Carlos Gustavo (1657-1658), el rey Carlos X Gustavo de Suecia, tras avanzar sobre el Gran Belt congelado, invadió Selandia. Durante las negociaciones de paz, el rey sueco se estableció en Køge, donde permaneció hasta febrero de 1658, cuando se firmó el Tratado de Roskilde. Ese mismo verano estalló una nueva guerra y Selandia volvió a ser invadida por los suecos. Carlos Gustavo eligió Køge como cuartel general, y decidió fortificarla en 1659. Muchos edificios de la ciudad fueron derribados para este propósito, entre ellos la antigua iglesia franciscana y varias viviendas y granjas. Cuando los suecos se retiraron en 1660, Køge quedó en la ruina económica. Ante la falta de mantenimiento, el puerto se llenó de arena, lo que obstaculizó el comercio y el transporte. Las fortificaciones suecas fueron desmanteladas en 1651.
En el siglo XVIII se empieza a recuperar el puerto y por ende el comercio, y a finales del siglo se establecen de nuevo ferias comerciales en la plaza de la ciudad. Sin embargo, la ciudad se vio afectada por la dura crisis que sobrevino en Dinamarca a principios del siglo XIX como resultado de las Guerras Napoleónicas, la pérdida de Noruega y la bancarrota de las arcas nacionales. Desde la primera mitad del siglo XIX, se mejoró el puerto y se incrementó la exportación agrícola desde Køge a Inglaterra. En la segunda mitad del siglo, se establecieron algunas pequeñas industrias, como una fundidora de hierro, una fábrica de papel y una fábrica de tabaco. La estación de Køge fue inaugurada en 1870, para ser servida por la línea que corría de Roskilde a Næstved. En 1879 se creó la línea de Selandia oriental (hoy desaparecida), que comunicaba Køge con Store Heddinge y Faxe. Hubo una tercera línea que unía Køge con Ringsted; ésta fue inaugurada en 1917 pero dejó de funcionar en 1963.
Con el establecimiento de la industria de la madera, el puerto se modernizó y se expandió significativamente en 1931, y Køge sería, durante el siglo XX, una destacada ciudad industrial. La cercanía con la capital fue determinante para el establecimiento de la industria. En los años 1960, poseía la mayor industria de la madera en Dinamarca, y desarrolló de manera importante la industria química. El crecimiento de población ha sido muy acelerado, pasando de 4.000 habitantes en 1901 a cerca de 23.000 en 1970, y a 30.000 a finales de los años 1980. 
A finales del siglo XX, con la construcción de las autopistas del sur y del oeste (Sydmotorvejen y Vestmotorvejen, respectivamente), y la conexión con el S-tog en 1983, Køge se ha convertido en un cruce de caminos y su economía y desarrollo tienen mayor influencia de Copenhague.